# Los Hornillos
Los Hornillos es una comuna situada en el departamento San Javier, provincia de Córdoba, Argentina.
Tiene 1865 habitantes y se encuentra situada sobre la ruta provincial N.º 14, en el Valle de Traslasierra. Se encuentra a 1064 m s. n. m., siendo la más alta del departamento. Dista de la Ciudad de Córdoba en 193km, y de la ciudad de Villa Dolores en 25 km.

## Historia
Antiguamente, la zona en donde hoy se encuentra la localidad, era una estancia cuyo dueño era el general Bartolomé Olmedo. En 1714 el general Olmedo cedió el paraje Los Hornillos a su hijo Enrique Olmedo, que mandó construir casas, corrales, huertas, capillas y molinos creando así la estancia Los Hornillos, donde habitó durante 15 años.
Los Hornillos se convirtió en un lugar de paso de las caravanas que se dirigían a Las Chacras, San Javier, Yacanto, etc.
La capilla de la localidad fue creada el 3 de octubre de 1937 por dos jóvenes devotos de Santa Teresita del niño Jesús. La fiesta patronal se celebra durante la misma fecha en honor a la santa homónima.

## Toponimia
Existen varias teorías sobre el origen del nombre: la de los pueblos originarios que habitaban la zona es que ese nombre significa en su idioma “serranías con muchos pueblos”. Otra versión le da el significado de “bajo tierra”, ya que las antiguas viviendas de Los Hornillos eran construidas semienterradas, por razones térmicas, siendo la parte superior de piedras con techo abovedado, lo que les daba forma de hornos. Una tercera versión dice que el nombre se debe a que los comechingones utilizaban pequeños hornos para cocer barro, cal o alimentos.

## Biodiversidad
Fitogeográficamente la zona se ubica en el dominio chaqueño, dentro de la provincia fitogeográfica chaqueña, distrito chaco serrano (Cabrera 1971). 
En dicha zona, y a lo largo de un gradiente altitudinal, se diferencian tres ambientes. Estos difieren en la estructura y composición de la vegetación (Luti, Solis et al. 1979). El ambiente del piso inferior corresponde al Bosque Serrano (1100 -1300 m s. n. m.). Este bosque está dominado por molle (Lithraea molleoides) y en menor proporción, espinillo (Vachellia caven), tala (Celtis ehrenbergiana) y tala falso o alfilerrillo (Bouganvillea stipitata).
Entre las especies arbustivas, son dominantes el romerillo (Baccharis aliena) y la chilca (Flourensia sp.), esta última principalmente en las laderas con exposición al norte. Además, se puede encontrar una gran diversidad de helechos y plantas anuales.
Para diferenciar arbustos de árboles nativos, se acuerda con la definición y descripción de Demaio, P. (2009), donde estos últimos son los que en estado adulto poseen crecimiento secundario, formando leño superior a 7cm de diámetro a 1,3 m del suelo.
La zona de hábitat de muchas especies de aves, entre ellas los jotes Cabeza Colorada (Cathartes aura) y Cabeza Negra (Coragyps atratus); los carpinteros Real Común (Colaptes melanolaimus), Blanco (Melanerpes candidus) y Bataraz Chico (Veniliornis mixtus) y los zorzales Colorado (Turdus rufiventris), Chiguanco (Turdus anthracinus) y Chalchalero (Turdus amaurochalinus), entre otros.

## Economía

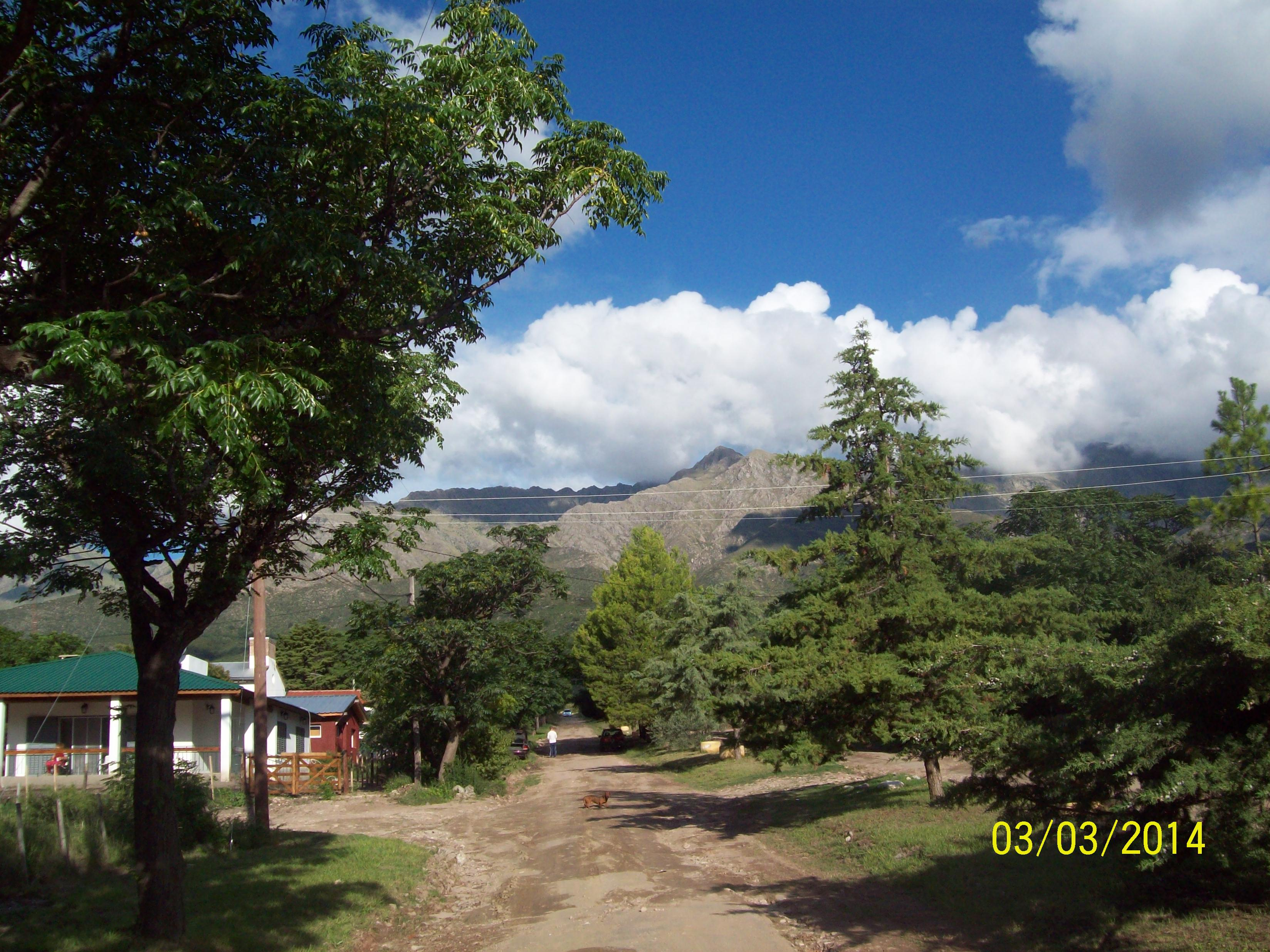
Los Hornillos, Córdoba.

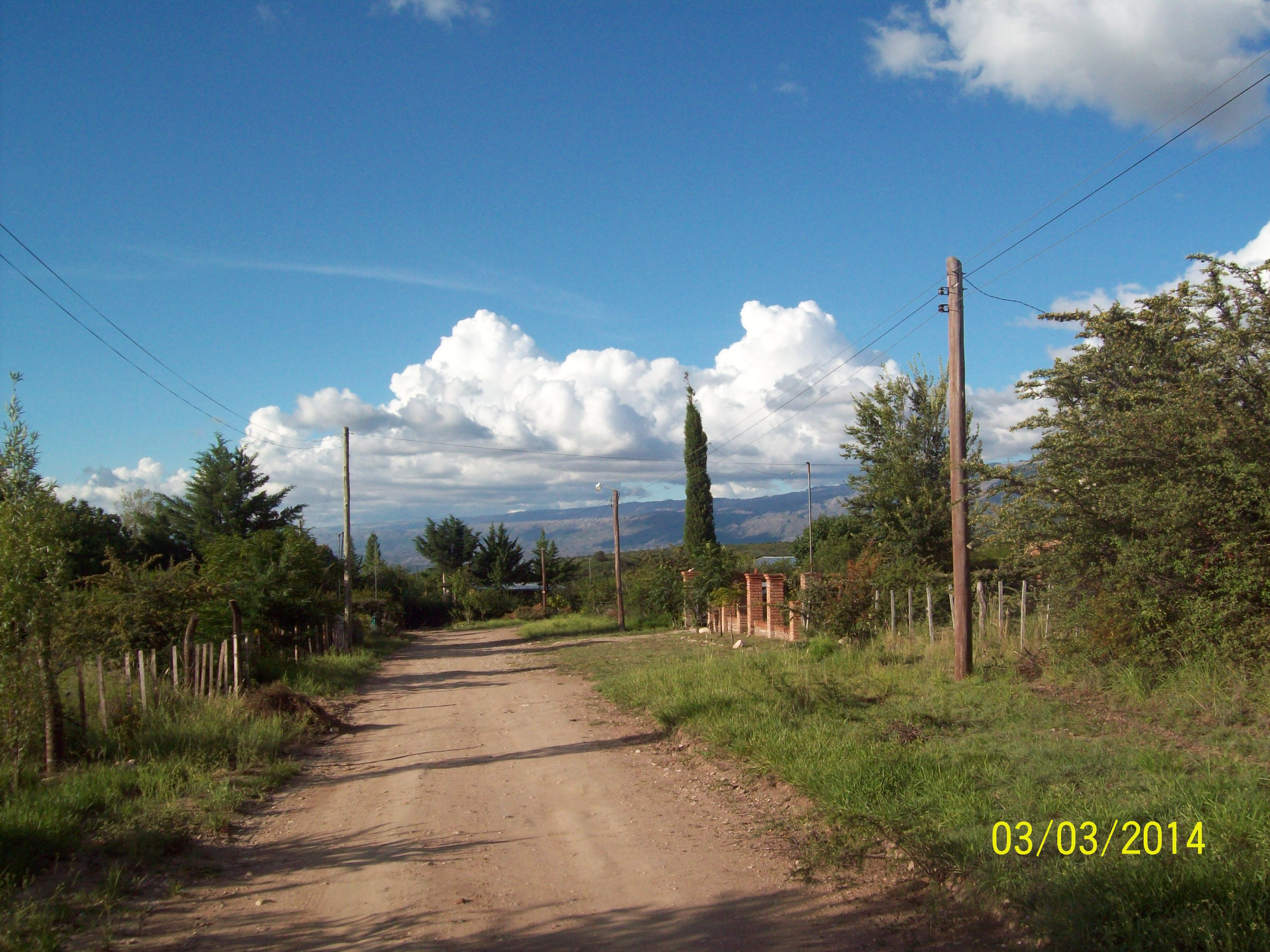
Los Hornillos, Córdoba.

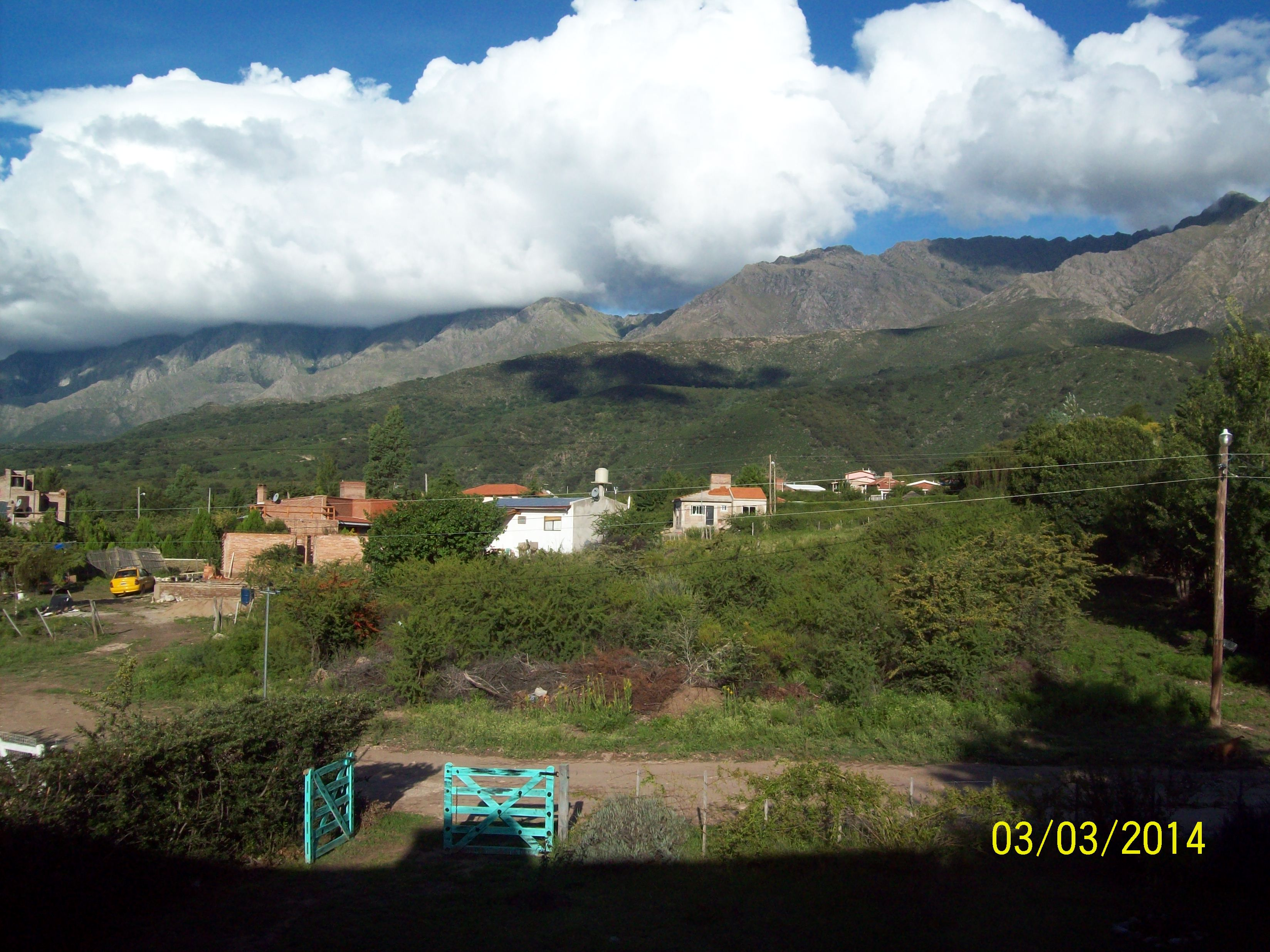
Los Hornillos, Córdoba.

La principal actividad económica de la localidad es el turismo, siendo sus principales atractivos el paisaje serrano típico de Valle de Traslasierra, sus balnearios y ríos, su flora y su fauna, también se destacan las artesanías en especial la coroplastia de cerámica negra. La localidad posee una importante infraestructura turística, encontrándose allí varias cabañas, hoteles y restaurantes. Cabe mencionar tiendas de alimentación llamadas 'alamacen' que ayudan a la economía durante el año.

## Gastronomía
Entre su gastronomía más importante podemos nombrar al quesillo de cabra, miel, cerveza artesanal, dulces regionales y alfajores serranos..  Se encuentra en la Plaza Central sobre Ruta Nº14 (km 114) y Alelí.

## Vida cultural
Desde 2007, Cielito Lindo, espacio fundado por el gestor cultural Pablo Sonzini, ofrece un piano de cola emplazado en el cerro en el que se han presentado artistas como Lito Nebbia, Miguel Cantilo, Juan Falú, Lui Salinas, Florencia Dávalos, Ana Prada, Marta Gómez, Laura Peralta, Clara Pestra, Marita Londra, Juan Iñaki, Lorena Astudillo, Julieta Ferrero, Alejandro Aguilera, Susana Ratcliff, el dúo Sures, Silvia Lallana, Luciana Jury, Cuarto Elemento, Gustavo Patiño, Nora Sarmoria, Lucas Heredia, Lucio Mante, Juan Avilano, Franco Luciano, José Luis Aguirre, Axel, Javier Calamaro, José Luis Serrano (doña Jovita), Lidia Borda, Daniel Godfried, entre otros. Además ha sido sede de festivales de folclore, tango, punk y rock. Cielito ofrece un lugar para el florecimiento de la vida cultural del valle, de la mano de una propuesta gastronómica vegetariana y libre de alcohol.

## Geografía

### Sismicidad
La sismicidad de la región de Córdoba es frecuente y de intensidad moderada, y un silencio sísmico de terremotos medios a graves cada 30 años en áreas aleatorias. Sus últimas expresiones se produjeron:
- 22 de septiembre de 1908 (116 años), a las 17.00 UTC-3, con 6,5 Richter, escala de Mercalli VII; ubicación 30°30′0″S 64°30′0″O / -30.50000, -64.50000; profundidad: 100 km; produjo daños en Deán Funes, Cruz del Eje y Soto, provincia de Córdoba, y en el sur de las provincias de Santiago del Estero, La Rioja y Catamarca[4]
- 16 de enero de 1947 (78 años), a las 2.37 UTC-3, con una magnitud aproximadamente de 5,5 en la escala de Richter (terremoto de Córdoba de 1947)[3]
- 28 de marzo de 1955 (70 años), a las 6.20 UTC-3 con 6,9 Richter: además de la gravedad física del fenómeno se unió el desconocimiento absoluto de la población a estos eventos recurrentes (terremoto de Villa Giardino de 1955)
- 7 de septiembre de 2004 (20 años), a las 8.53 UTC-3 con 4,1 Richter
- 25 de diciembre de 2009 (15 años), a las 21.42 UTC-3 con 4,0 Richter